# Shunsuke Kikuchi
Pour les articles homonymes, voir Kikuchi (homonymie).
Shunsuke Kikuchi (菊池 俊輔, Kikuchi Shunsuke), né le 1er novembre 1931 à Hirosaki et mort le 24 avril 2021, est un compositeur japonais prolifique connu pour ses musiques de séries télévisées et de dessins animés. Parmi ses travaux les plus mémorables figurent notamment les musiques des séries d'animation Getter Robo, Goldorak, Dragon Ball et Dragon Ball Z.

## Biographie
Sa carrière commence au début des années 60, avec de nombreux longs-métrages souvent produits par les studios Toei (en particulier les films Gamera, la tortue géante rivale de Godzilla). Avec Tiger Mask, en 1969, il entame une longue série de travaux pour la télévision, séries animées et live (tokusatsu), qui constitueront ses plus grands succès. On citera notamment les séries live Kamen Rider, Iron King, les séries animées Polymer, Misha, Doraemon, Dr Slump, Goldorak (1975), Albator 84 (1982) et les deux séries fleuve Dragon Ball (1986) et Dragon Ball Z (1989) issues du manga d'Akira Toriyama.
Son style, très reconnaissable et qui doit souvent à certains prédécesseurs japonais comme Akira Ifukube, à son propre professeur Chuji Kinoshita, à Ennio Morricone - et peut-être aussi, selon certains commentateurs, à Henry Mancini - est presque devenu un standard musical associé aux shōnen (dessins animés pour jeunes garçons), tout en gardant un fort héritage du style musical des anciens films de Kung-Fu des années 70. Minimaliste, il se caractérise par des thèmes héroïques restant facilement en mémoire ainsi que par l'emploi d'un petit groupe d'instruments donnant la part belle aux cuivres (principalement aux trompettes et aux tubas), aux bois (saxophones, flûte traversière, plus occasionnellement kazoo) et aux percussions (batterie, timbales, xylophone, vibraphone, ainsi que  d'autres instruments plus rares), tandis que la section des cordes est très souvent réduit aux seuls violons (quasiment toujours à une seule partie, et non en accords ou polyphonie).     
Les guitares de toutes sortes (électriques ou non) sont également fréquentes, y compris parfois pour le thème mélodique principal. La section d'accompagnement (guitare basse, guitares, nappes synthétiques et parfois batterie pour les musiques d'action) tient davantage de la pop ou du funk que de la musique symphonique classique. Un autre élément très caractéristique de Shunsuke Kikuchi, et qui semble également en commun avec Ennio Morricone, est son emploi des gimmicks et des percussions (le vibraslap en particulier est extrêmement présent, également la guimbarde, le flexatone, entre autres), qui ajoutent une note légère à des thèmes qui ne le sont pas nécessairement.   
Ses mélodies, aux structures très simples, comportent aussi des éléments facilement identifiables. A côté des mélodies héroïques, au rythmes dynamiques et entraînants, une partie non négligeable des thèmes de Shunsuke Kikuchi a une couleur "sombre" , qui renvoie à certains idiomes caractéristiques des films d'épouvante (des commentaires attentifs ont ainsi résumé son style comme étant "mi- Wang Fu Ling, mi- Bernard Herrmann"). 
L'une de ses compositions, écrite pour le film de Shunya Ito, La Femme Scorpion, a été utilisée par Quentin Tarantino. La chanson du générique, Urami-Bushi, écrite par Shunya Ito et Shunsuke Kikuchi et interprétée par Meiko Kaji, fut effectivement reprise par le réalisateur pour les bandes originales de Kill Bill (volume 1 et 2).
En 2015, Shunsuke Kikuchi reçoit le Prix international de la société japonaise pour le droit des auteurs et compositeurs (JASRAC), pour ses compositions musicales sur la série Dragon Ball / Dragon Ball Z. Ces musiques avaient été composées et enregistrées de 1986 à 1995 en 23 sessions successives (8 sessions pour Dragon Ball, 15 pour Dragon Ball Z), résultant en un ensemble de plus de 450 morceaux. Parmi les 15 sessions musicales pour Dragon Ball Z, seulement 2 contiennent les morceaux composés spécifiquement pour la série télévisée, en particulier pour les premiers épisodes, la majorité des autres morceaux proviennent principalement des films (qui racontent des histoires parallèles à la série). La Toei a ensuite réutilisé ces morceaux pour la série télévisée.   
Il faut mentionner qu'aux Etats-Unis, la série a été accompagnée d'une nouvelle musique, extrêmement différente à tous niveaux - plus moderne, jouée entièrement aux synthétiseurs, et également plus illustrative et proche des images - signée Bruce Faulconer. Toutefois de nombreux spectateurs américains ont pu découvrir en deuxième temps la musique japonaise d'origine, et si certains d'entre eux continuent de préférer la musique américaine, beaucoup d'autres ont aimé le travail de Kikuchi - bien que les deux camps s'accordent relativement pour qualifier son style de plus « ancien », voire « daté ».   
Le succès d'estime rencontré par les thèmes les plus emblématiques de la série a même poussé certains vidéastes sur Youtube à remplacer les musiques de Norihito Sumitomo pour Dragon Ball Super (nouvelle série faisant directement suite à Dragon Ball Z) par celles de son prédécesseur. Précédemment, la Toei avait déjà réutilisé une partie des morceaux de Shunsuke Kikuchi pour une deuxième mouture de la série Dragon Ball Z Kai en 2011 (qui reprenait Dragon Ball Z sous un format plus rapide et condensé), à la suite d'une affaire d'accusation de plagiat concernant les nouvelles musiques, signées Kenji Yamamoto, qui fut alors renvoyé par la boîte.
Le premier concert officiel des musiques de Dragon Ball et Dragon Ball Z, intitulé Dragon Ball Symphonic Adventure : Symphonic Music from Dragon Ball, a lieu le 6 mai 2017 dans la prestigieuse salle du Grand Rex à Paris.
Shunsuke Kikuchi s'éteint le 24 avril 2021, à l'âge de 89 ans.

## Filmographie sélective
- Ōgon Bat (prise de vue réelle, 1966)
- Tiger Mask (1969, racontant la vie de Satoru Sayama)
- Gamera
  - Gamera contre Guiron (1969)
  - Gamera contre Jiger (1970)
  - Gamera contre Zigra (1971)
  - Gamerak (1979)
- Kamen Rider
  - Kamen Rider (série) (1971 — 1973)
  - Kamen Rider V3 (1973 — 1974)
  - Kamen Rider X (1974)
  - Kamen Rider Amazon (1974 — 1975)
  - Kamen Rider Stronger (1975)
  - Kamen Rider (Skyrider) (1979 — 1980)
  - Kamen Rider Super-1 (1980 — 1981)
- Barom one (1972)
- Babel II (1973)
- Casshern (1973)
- Getter Robo (1974)
- Hurricane Polymer (1974)
- La Karatigresse aux mains d'acier (1974)
- G-Men '75 (1975)
- Goldorak le robot de l’espace (1975)
- La tulipe noire (1975)
- Sinbad le Marin (anime) (ja), (アラビアンナイト シンドバットの冒険), série de dessins animés de Kurokawa Fumio et Okazaki Kunihiko, 1975 — 1976 ; (1975)
- Dragon Princess (1976)
- Gaiking (1976)
- Dokaben (1976)
- Danguard Ace (1977)
- Guyslugger (1977)
- Ruben Kaizer (1977)
- Daimos (1978)
- Starzinger (ja) (1978)
- Mam’zelle Tom Pouce (1978)
- Doraemon (1979)
- Misha (1979)
- Dr Slump (1981)
- Ninja Hattori-kun (1981)
- Tiger Mask II (1981)
- Albator 84 (1982)
- 1982 : Yūkai hōdō (誘拐報道?) de Shun'ya Itō
- Le Collège fou, fou, fou (1985)
- Obake No Q-Taro (1985)
- Dragon Ball (1986)
- Le Tour du Monde en 80 jours (1987)
- Kiteretsu Daihyakka (1988)
- Sakigake!! Otokojuku (1988)
- Dragon Ball Z (1989)
- Shin Tenchi Muyo (1997)